# مبارك عواد
مبارك عواد هو طبيب نفسي فلسطيني أمريكي وداعية إلى المقاومة السلمية.

## النشأة
عواد هو مسيحيي فلسطيني (عضو في الكنيسة اليونانية الأرثوذكسية) ولد في عام 1943 في القدس عندما والتي كانت تحت الانتداب البريطاني. عندما كان عواد يبلغ من العمر خمس سنوات، قتل والده خلال حرب 1948 وأصبح لاجئًا في البلدة القديمة في القدس. حصل على حق المواطنة الإسرائيلية في عام 1967 عندما ضمت إسرائيل القدس الشرقية بعد حرب 1967، لكنه رفضها واحتفظ بالجنسية الأردنية.
تأثرت آراء عواد في شبابه بالمبشرين المينونايت والكويكرز. في الستينيات انتقل إلى الولايات المتحدة للدراسة في جامعة مينونايت بلافون وحصل على درجة البكالوريوس في العمل الاجتماعي وعلم الاجتماع. ثم حصل على درجة الماجستير في التربية من جامعة سانت فرانسيس ودرجة الدكتوراه في علم النفس من كلية الدراسات العليا الدولية بجامعة سانت لويس.
حصل على الجنسية الأمريكية في عام 1978 واستقر في بلدة صغيرة في أوهايو.

## حياة مهنية
كان عواد مؤسسًا ورئيسًا سابقًا لبرنامج المدافعين عن الشباب الوطني (أن واي أيه بيه) في الولايات المتحدة. تطورت المنظمة من برنامج الدفاع عن الشباب في ولاية أوهايو (أوه واي أيه بيه) الذي أنشأه عواد في عام 1978 بدعم من لجنة شباب ولاية أوهايو (التي أصبحت الآن إدارة خدمات الشباب) وهي الإدارة الحكومية المسؤولة عن إيجاد أماكن للشباب "المعرضين للخطر" المحالين إلى الولاية من محاكم الأحداث في المقاطعة.
باعتباره فرعًا من برنامج أن واي أيه بيه أسس لاحقًا وأدار برنامج الشباب المدافعين عن حقوق الشباب الدولي ومقره في واشنطن العاصمة.  وفقًا لموقعها الإلكتروني فإن "برنامج مناصرة الشباب الدولي (ياب الدولية) منظمة غير ربحية مسجلة بموجب المادة 501(سي)(3). أسست مقرها الرئيسي ومركز مناصرة الشباب في واشنطن العاصمة عام 1996. تتمثل مهمة ياب الدولية في تعزيز وحماية حقوق ورفاهية شباب العالم مع إيلاء اهتمام خاص للأطفال ضحايا الصراعات والاستغلال والعنف الشخصي وعنف الدولة."

### المركز الفلسطيني لدراسات اللاعنف
في عام 1983 عاد عواد إلى القدس وأسس المركز الفلسطيني لدراسات اللاعنف (بيه سي أس أن). قبل الانتفاضة نشر عواد أوراقًا وألقى محاضرات حول اللاعنف كتقنية لمقاومة الاحتلال الإسرائيلي. وكتب أن اللاعنف يمكن أن يستخدم كوسيلة للمقاومة. كما قام المركز برعاية عدد من الأنشطة اللاعنفية خلال الأشهر الأولى من الانتفاضة الأولى. ومن بين التكتيكات المستخدمة زراعة أشجار الزيتون في المستوطنات الإسرائيلية المقترحة وطلب من الناس عدم دفع الضرائب وتشجيع الناس على أكل وشرب المنتجات الفلسطينية. في الشرق الأوسط يُشار إليه غالبًا باسم غاندي العرب بسبب التشابه بين تعاليمه حول قوة اللاعنف وتعاليمه المهاتما غاندي في الهند أثناء الحكم البريطاني. وأعرب عن اعتقاده بأن هذه التكتيكات يمكن استخدامها لمقاومة الاحتلال العسكري الإسرائيلي. وقد استعان أيضًا بمنهجيات ثلاثية جين شارب "سياسات اللاعنف". وباستخدام هذه المعرفة وخبرته أعد عواد "مخططه الخاص المكون من 12 صفحة للمقاومة السلبية في الأراضي الفلسطينية" والذي نُشر في نهاية المطاف في مجلة دراسات فلسطين. قام بترجمة تعاليم المهاتما غاندي ومارتن لوثر كينغ إلى اللغة العربية. في عام 1998 أسس ابن شقيق مبارك عوض سامي عوض مؤسسة الأراضي المقدسة (أتش أل تي) من شبكة PCSN.

### الترحيل من قبل إسرائيل
في عام 1987 حاول عوض تجديد تصريح الإقامة الذي حصل عليه في عام 1967. رفض طلبه وأُمر بمغادرة البلاد عندما انتهت صلاحية تأشيرته السياحية. وزعم عواد بدعم من مسؤولين قنصليين أميركيين أن إسرائيل لا تملك الحق في طرده من مكان ميلاده بموجب الاتفاقيات الدولية ورفض المغادرة. أوقفت الحكومة الإسرائيلية أمر الترحيل بشكل أساسي بسبب إصرار الولايات المتحدة وفي مايو/أيار 1988 أمر رئيس الوزراء إسحاق شامير باعتقال عواد وطرده. واتهم المسؤولون عواد بانتهاك القانون الإسرائيلي من خلال التحريض على "الانتفاضة المدنية" والمساعدة في كتابة المنشورات التي تدعو إلى العصيان المدني والتي توزيعها من قبل قيادة الانتفاضة الأولى. ولم يقدم أي دليل يدعم التهمة واستأنف عواد القرار أمام المحكمة العليا. حكمت المحكمة بأنه قد فقد حقه في الإقامة في إسرائيل عندما أصبح مواطنًا أمريكيًا ورحل في يونيو 1988. وقد رفض طلب وزير الخارجية الأمريكي جورج شولتز لشامير بإلغاء أمر الترحيل. استشهد إيان لوستيك أستاذ العلوم السياسية بجامعة بنسلفانيا بالحكم الصادر في قضية عواد كأحد الأمثلة العديدة التي يرى أنها توضح أنه "لم يكن هناك قط عمل رسمي يعلن ضم القدس الشرقية الموسعة إلى دولة إسرائيل".

### النقد
ويقول المنتقدون إن عواد دعا إلى العنف تحت ستار تسميته بالعصيان المدني. في مقال نُشر عام ١٩٨٤ في مجلة دراسات فلسطين ، ذكر عواد أن "الاستراتيجية الأكثر فعالية للفلسطينيين المقيمين في الضفة الغربية وغزة هي اللاعنف. وهذا لا ينطبق على الفلسطينيين المقيمين في الخارج. كما أنه ليس رفضًا لمفهوم الكفاح المسلح. إنه أشبه بالحرب."  ودعا عواد إلى "قطع الطرق، ومنع الاتصالات، وقطع خطوط الكهرباء والهاتف والمياه، ومنع حركة المعدات، وعرقلة الحكومة بطرق أخرى."  ويتحدث المقال صراحةً عن رمي الحجارة. ودعا عواد في مقاله إلى شن حملة مضايقة ضد الإسرائيليين وشن "حرب نفسية" بهدف "إضعاف معنويات" السكان. كما دعا إلى "تدمير الأسوار وخطوط الكهرباء الإسرائيلية"، بحسب مجلة تايم .
ودعا عواد إلى استبدال إسرائيل بفلسطين. في خطاب ألقاه في القدس أمام الطلاب الفلسطينيين قال "إن منظمة التحرير الفلسطينية تريد فلسطين بأكملها وأنا أوافق على ذلك. فلسطين بالنسبة لي هي الجليل وعكا وأشدود وكل شيء. هذه هي فلسطين بالنسبة لي." ووصفه الدكتور شلومو ريسكين الحاخام الرئيسي المؤسس لمستوطنة إفرات الإسرائيلية في الضفة الغربية بأنه "ذئب مفوه في ثياب حمل" و"يمثل بوضوح تهديدًا لحياة المواطنين الإسرائيليين". وندد الدبلوماسي الإسرائيلي موشيه أراد في مقال بصحيفة نيويورك تايمز بعواد الذي ادعى أنه حصل على الجنسية الأمريكية وفقًا لقانون الهجرة الذي يشترط أنه "ينوي الإقامة الدائمة في الولايات المتحدة ثم استدار وادعى أمام المحكمة العليا الإسرائيلية أن نيته كانت دائمًا الإقامة في القدس. "اللاعنف كمجرد تكتيك مناسب... التحريض وأعمال العنف هل هذه هي شعارات رجل ملتزم حقًا بالسلام والاعتدال؟ كلا. لا يسمع الجمهور الغربي آراء عوض هذه باللغة الإنجليزية. لكن جمهوره المحلي يسمعها باللغة العربية" قال أراد.

### منظمة اللاعنف الدولية
في عام 1989 أسس عوض منظمة اللاعنف الدولية وهي منظمة غير حكومية تتمتع بوضع استشاري خاص لدى المجلس الاقتصادي والاجتماعي التابع للأمم المتحدة. تتمثل مهمة منظمة اللاعنف الدولية المعلنة في تعزيز العمل اللاعنفي والسعي إلى الحد من استخدام العنف في جميع أنحاء العالم.

### المسيرة الأكاديمية
قام عواد بالتدريس في الجامعة الأمريكية في واشنطن العاصمة منذ أوائل التسعينيات. وهو أستاذ مساعد في كلية الخدمة الدولية حيث يقوم بتدريس فصول في نظريات وأساليب اللاعنف.